# Stimmkreis Schweinfurt
Der Stimmkreis Schweinfurt ist einer von rund 90 Stimmkreisen bei Wahlen zum Bayerischen Landtag und zu den Bezirkstagen sowie bei Volksentscheiden. Er gehört zum Wahlkreis Unterfranken.
Mindestens seit der Landtagswahl 2008 umfasst er die kreisfreie Stadt Schweinfurt sowie die Gemeinden Bergrheinfeld, Dittelbrunn, Euerbach, Geldersheim, Gochsheim, Grafenrheinfeld, Grettstadt, Niederwerrn, Poppenhausen, Röthlein, Schonungen, Schwanfeld, Schwebheim, Sennfeld, Stadtlauringen, Üchtelhausen, Waigolshausen, Wasserlosen, Werneck und Wipfeld des Landkreises Schweinfurt. Die übrigen Gemeinden dieses Landkreises liegen im Stimmkreis Kitzingen.

## Landtagswahl 2023
Zur Landtagswahl 2023 traten folgende Parteien und Direktkandidaten im Stimmkreis Schweinfurt an und erzielten folgende Ergebnisse:
| Nr. | Direktkandidat       | Partei       | Erststimmen in % | Gesamtstimmen in % |
| --- | -------------------- | ------------ | ---------------- | ------------------ |
| 1   | Martina Gießübel     | CSU          | 38,5             | 38,7               |
| 2   | Paul Knoblach        | GRÜNE        | 10,6             | 10,9               |
| 3   | Edwin Hußlein        | Freie Wähler | 8,2              | 10,8               |
| 4   | Richard Graupner     | AfD          | 19,0             | 19,0               |
| 5   | Stefan Rottmann      | SPD          | 15,8             | 12,9               |
| 6   | Axel Schöll          | FDP          | 2,9              | 2,7                |
| 7   | Frank Hertel         | LINKE        | 1,7              | 1,9                |
| 8   | Thorsten Götz        | BP           | 1,2              | 1,0                |
| 9   | Roland Probst        | ÖDP          | 0,8              | 0,9                |
| 10  | Kamilla Maisenberger | dieBasis     | 1,2              | 1,3                |

## Landtagswahl 2018
Im Stimmkreis waren insgesamt 111.113 Einwohner wahlberechtigt. Die Landtagswahl am 14. Oktober 2018 hatte folgendes Ergebnis:
| Direktkandidat    | Partei           | Erststimmen in % | Gesamtstimmen in % | Veränderung der Gesamtstimmen im Vergleich zur Landtagswahl 2013 in % |
| ----------------- | ---------------- | ---------------- | ------------------ | --------------------------------------------------------------------- |
| Gerhard Eck       | CSU              | 39,7             | 41,7               | − 9,5                                                                 |
| Kathi Petersen    | SPD              | 11,0             | 10,1               | − 10,3                                                                |
| Ulrike Schneider  | Freie Wähler     | 9,8              | 9,0                | + 2,2                                                                 |
| Paul Knoblach     | GRÜNE            | 14,5             | 14,1               | + 6,0                                                                 |
| Gunnar Bock       | FDP              | 3,8              | 3,8                | + 1,4                                                                 |
| Robert Striesow   | LINKE            | 4,4              | 4,4                | + 0,5                                                                 |
| Uta Gilbert       | BP               | 1,2              | 1,2                | − 0,1                                                                 |
| Stefan Bretscher  | ÖDP              | 0,8              | 0,7                | − 0,2                                                                 |
| -                 | PIRATEN          | -                | 0,2                | - 1,5                                                                 |
| Detlef Tartsch    | Die Franken      | 0,7              | 0,7                | − 0,1                                                                 |
| Richard Graupner  | AfD              | 12,6             | 12,2               | + 12,2                                                                |
| -                 | mut              | -                | 0,3                | + 0,3                                                                 |
| -                 | Die Partei       | -                | 0,4                | + 0,4                                                                 |
| Jaqueline Kraft   | Tierschutzpartei | 1,1              | 1,0                | + 1,0                                                                 |
| Christian Ortloff | V-Partei³        | 0,3              | 0,3                | + 0,3                                                                 |

## Landtagswahl 2013
Die Wahlbeteiligung der 113.032 Wahlberechtigten im Stimmkreis betrug 62,0 Prozent, bei einem Landesdurchschnitt von 63,9 Prozent war dies Rang 57 unter den 90 Stimmkreisen. Das Direktmandat ging an Gerhard Eck (CSU).
| Direktkandidat           | Partei       | Erststimmen | Gesamtstimmen | Gesamtstimmen ggü. Bayern (%p) | Gesamtstimmen ggü. 2008 (%p) |
| ------------------------ | ------------ | ----------- | ------------- | ------------------------------ | ---------------------------- |
| Gerhard Eck              | CSU          | 48,7 %      | 51,2 %        | +3,5 %                         | +3,4 %                       |
| Kathi Petersen           | SPD          | 22,5 %      | 20,4 %        | −0,2 %                         | +2,0 %                       |
| Adolf Schön              | FREIE WÄHLER | 7,5 %       | 6,9 %         | −2,1 %                         | −2,3 %                       |
| Ayfer Fuchs              | GRÜNE        | 8,0 %       | 8,0 %         | −0,6 %                         | +1,3 %                       |
| Hendrik Lindemann        | FDP          | 2,3 %       | 2,4 %         | −0,9 %                         | −2,6 %                       |
| Ali Mursa Tas            | DIE LINKE    | 3,7 %       | 3,8 %         | +1,7 %                         | −4,3 %                       |
| Helmut Schmidt           | ÖDP          | 1,0 %       | 1,0 %         | −1,0 %                         | +0,2 %                       |
| Richard Graupner         | REP          | 3,0 %       | 2,5 %         | +1,5 %                         | −0,1 %                       |
| Uta Gilbert              | BP           | 1,5 %       | 1,3 %         | −0,8 %                         | +0,9 %                       |
| Kein Direktkandidat      | DIE FRANKEN  | X           | 0,8 %         | X                              | X                            |
| Sandra-Bernadett Grätsch | PIRATEN      | 1,7 %       | 1,7 %         | −0,3 %                         | X                            |

## Landtagswahl 2008
Wahlberechtigt waren bei der Landtagswahl 2008 113.167 Einwohner. Die Wahlbeteiligung betrug 57,6 %. Die Wahl hatte folgendes Ergebnis:
| Direktkandidat            | Partei                | Erststimmen in % | Gesamtstimmen in % | Veränderung der Gesamtstimmen im Vergleich zur Landtagswahl 2003 in % |
| ------------------------- | --------------------- | ---------------- | ------------------ | --------------------------------------------------------------------- |
| Gerhard Eck               | CSU                   | 45,7             | 47,8               | - 10,7                                                                |
| Florian Töpper            | SPD                   | 19,0             | 18,4               | - 1,6                                                                 |
| Ayfer Fuchs               | Bündnis 90/Die Grünen | 7,0              | 6,7                | + 1,0                                                                 |
| Ulrike Schneider          | Freie Wähler          | 10,0             | 9,2                | + 3,2                                                                 |
| Lutz Freiherr von Thüngen | FDP                   | 5,1              | 5,0                | + 2,0                                                                 |
| Richard Graupner          | REP                   | 3,0              | 2,6                | - 2,7                                                                 |
| Peter Spath               | ödp                   | 0,8              | 0,8                | - 0,5                                                                 |
| Uta Gilbert               | BP                    | 0,4              | 0,4                | + 0,4                                                                 |
| Wolfgang Ziller           | Die Linke             | 8,1              | 8,1                | + 8,1                                                                 |
| Erich Georg Wilhelm       | NPD                   | 0,8              | 0,8                | + 0,8                                                                 |
| -                         | RRP                   | -                | 0,4                | + 0,4                                                                 |